# B-Netz
Das B-Netz war ein analoges Mobilfunksystem der Deutschen Bundespost, das von 1972 bis 1994 in Betrieb war. Es sollte das 1977 eingestellte A-Netz ersetzen und wurde seinerseits vom C-Netz (ab 1985) abgelöst.

## Geschichte
Am 14. Januar 1972 wurde mit der Einschaltung des Funkverkehrsbereichs Zeven der B-Netz-Betrieb eröffnet. Wesentliche Neuerung war die Möglichkeit, Selbstwählverbindungen in beide Richtungen, aus dem Telefonnetz in das Funknetz und umgekehrt, herzustellen. Das bildete einen deutlichen Fortschritt im Vergleich zum bestehenden A-Netz, das nur über Hand-Vermittlungsstellen zugänglich war. 1973 hatte das B-Netz gerade einmal 144 Teilnehmer; 1977 bereits 8.000. Obwohl das Telefonieren im B-Netz verhältnismäßig teuer blieb, wuchs die Zahl der Teilnehmer bis Ende der 1970er Jahre stark an. Deshalb griff die Bundespost auf Frequenzen des 1977 abgeschalteten A-Netzes zurück. Bis 1980 arbeitete das B-Netz mit 38 Sprechkanälen. Nach der Erweiterung auf schließlich 75 Sprechkanäle wurde das B-Netz als B/B2-Netz bezeichnet. Dieses erreichte 1986 mit 158 Funkfeststationen und etwa 27.000 Teilnehmern seinen höchsten Ausbaustand und gleichzeitig die größtmögliche Teilnehmerzahl. Am 31. Dezember 1988 hatte das B/B2-Netz bundesweit noch 24.382 Teilnehmer. Im Westen Berlins waren es damals noch 1.078 Teilnehmer. Das B/B2-Netz wurde am 31. Dezember 1994 abgeschaltet.
Ein gravierendes Problem des B/B2-Netzes bestand darin, dass ein Anrufer aus dem Festnetz den vermuteten Standort des Mobiltelefons kennen musste, um es über die Vorwahl des Funkverkehrsbereiches erreichen zu können. Die Bundesrepublik Deutschland war in 150 Zonen mit einem Durchmesser von bis zu 150 km aufgeteilt. Wusste man beispielsweise, dass sich der Teilnehmer im Raum München bewegt, so wählte man zunächst die Vorwahl von München (089), dann die Ziffernfolge 05, anschließend die Nummer des Teilnehmers. Beim Verlassen des Bereiches der zugehörigen Funkfeststation – dieser war mit einem Radius von ca. 27 km relativ klein – wurde das Gespräch unterbrochen und musste neu aufgebaut werden.
Im begrenzten Rahmen war Roaming möglich, in den Nachbarländern Österreich, Niederlande, Luxemburg.
Die Übertragung zwischen Feststation und Mobiltelefon erfolgte analog und unverschlüsselt; jeder, der ein Funkgerät mit entsprechendem Empfangsbereich besaß, konnte mithören. Zur Sprachverschleierung mussten beide Teilnehmer Zusatzgeräte verwenden, welche nur in seltenen Fällen angewendet wurden, etwa bei Gesprächen wichtiger Politiker.
Als technische Weiterentwicklung wurde am 1. Mai 1985 das C-Netz in Betrieb genommen, das im Vergleich zum B/B2-Netz zahlreiche Vorteile mit sich brachte.

## Technische Daten
- Zunächst 16.000 Teilnehmer, nach einer Erweiterung der Funkkanäle waren 27.000 Teilnehmer möglich
- Maximaler Ausbau:

Deutschland (1985):
27.000 Teilnehmer
850 Funkkanäle (Wiederverwendung der gleichen Kanäle in genügend weit voneinander entfernten Funkzonen mitgezählt)
158 Funkstationen
Österreich (Ende 1984):
1.770 Teilnehmer
- Sprechkanäle:

38 bis 1980 im B1-Netz
75 nach der Erweiterung um die Frequenzen des deaktivierten A-Netzes zum B/B2-Netz im Jahre 1980
- Frequenzbereiche: 2-Meter-Band

B1-Netz
Unterband (Teilnehmer) 148,41 MHz – 149,13 MHz
Oberband (Feststation) 153,01 MHz – 153,73 MHz
B2-Netz
Unterband (Teilnehmer) 157,61 MHz – 158,33 MHz
Oberband (Feststation) 162,21 MHz – 162,93 MHz
Kanal 19 bundesweiter Anrufkanal auf 153,370 MHz (nur Oberband)
- Duplexabstand 4,6 MHz
- Kanalabstand: 20 kHz
- Bandbreite pro Kanal: 14 kHz
- Modulationsverfahren: FM, 4 kHz Frequenzhub
- Sendeleistung:

ortsfest 10–30 Watt
beweglich 10 Watt
- Kanäle Kleiner Leistung (KKL): Um 3,92 MHz versetzte Zusatzkanäle verminderter Leistung (0,1 Watt) zur Entlastung in Ballungsgebieten
- begrenztes Roaming in den Ländern Österreich, Niederlande und Luxemburg